# Delta Neretwy

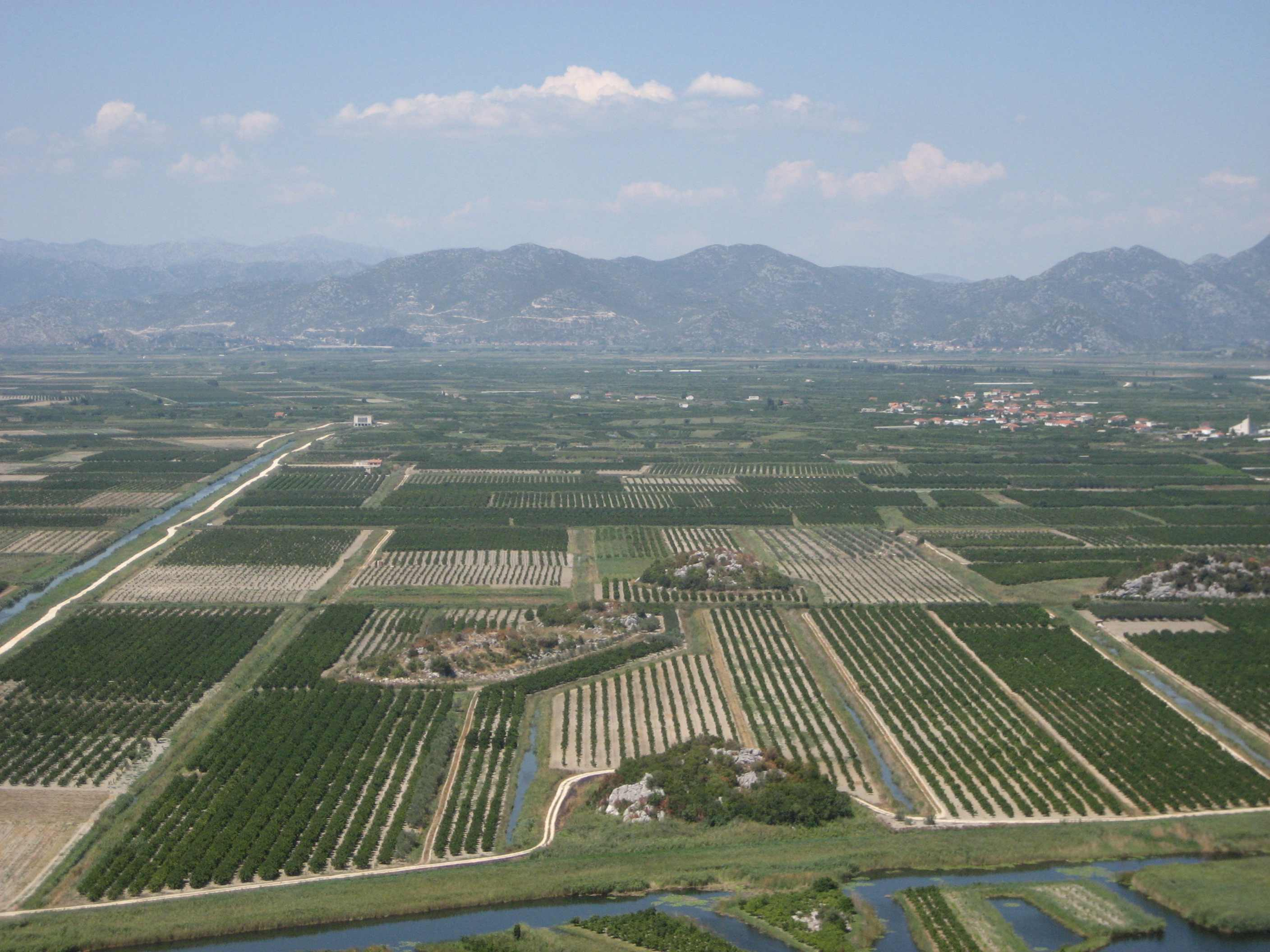
Plantacje mandarynek w delcie Neretwy

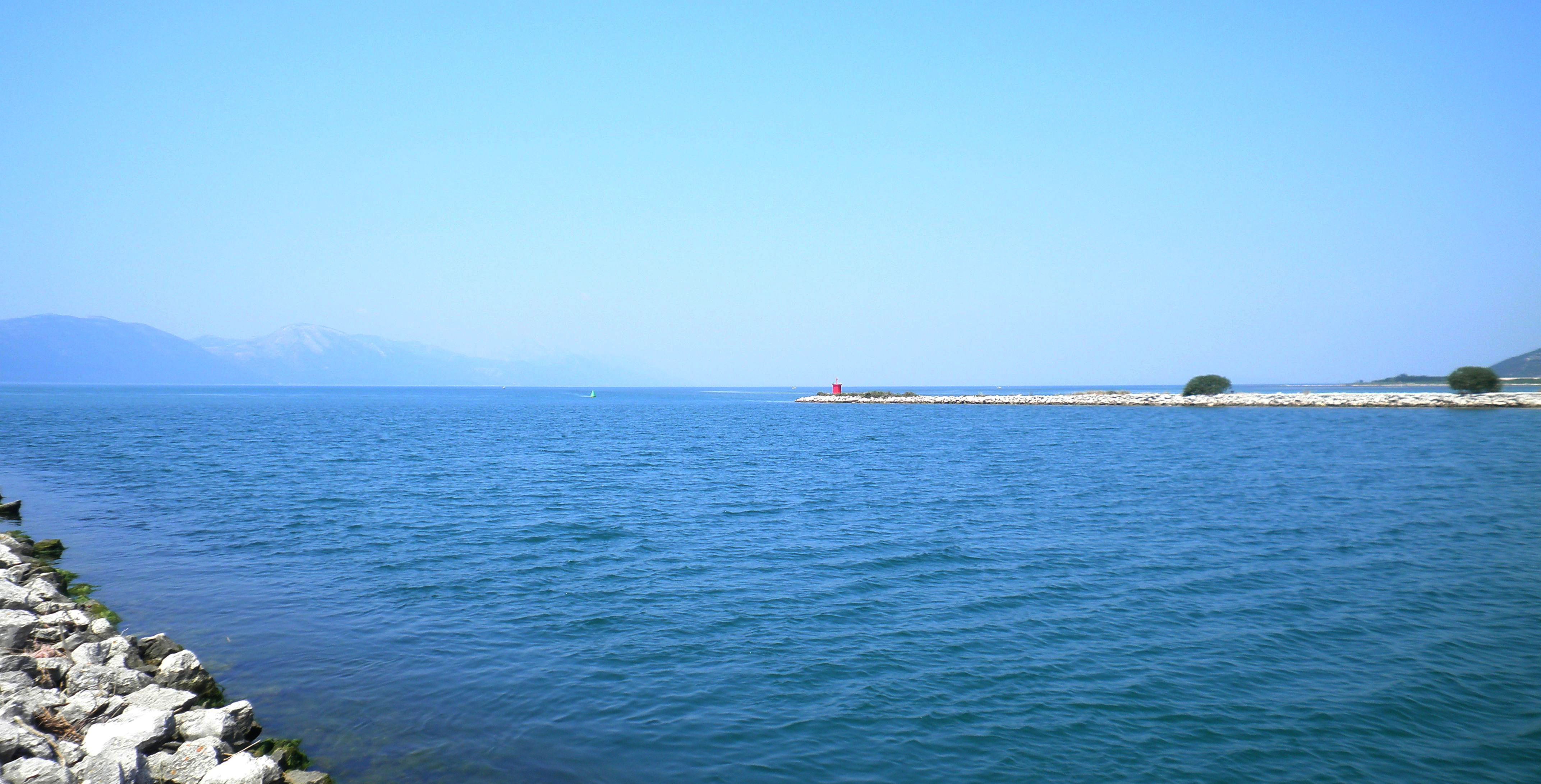
Ujście Neretwy do Adriatyku

Delta Neretwy – delta u ujścia Neretwy do Adriatyku. Mikroregion w południowej Dalmacji, w dubrownicko-neretwańskiej żupie Chorwacji. 
Delta Neretwy to aluwialna równina o powierzchni około 120 km², amfiteatralnie otwarta na morze od zachodu i otoczona górami z pozostałych stron. Pierwotnie Neretwa na terenie swej delty płynęła 12 ramionami, z których wskutek działalności człowieka pozostały obecnie cztery (najważniejsze – Mała Neretwa). Równina jest podmokła, pocięta kanałami melioracyjnymi, pełniącymi również funkcję transportową. Klimat jest śródziemnomorski, z ciepłymi zimami (przeciętna temperatura stycznia 2,5°C, najniższa temperatura zanotowana w latach 1947, 1974, 1978 i 1985: -11°C) i gorącymi latami (do 35°C w lipcu i sierpniu, maksymalnie 43°C). Przeciętne opady wynoszą 1300 mm rocznie i w 65-75% mają miejsce zimą. 
Niezwykle urodzajne gleby i sprzyjający klimat spowodowały, że delta Neretwy jest regionem intensywnego rolnictwa i osadnictwa, co ostro kontrastuje z otaczającymi ją suchymi, nieurodzajnymi i bezludnymi obszarami krasowymi. Uprawiane są owoce, w tym podzwrotnikowe (pomarańcze, cytryny, kiwi, mandarynki, figi itp.) i warzywa. Specyficzny jest sposób uprawy: pólka są zazwyczaj niewielkie, a rolnicy docierają do nich nie drogami, lecz na łódkach, kanałami, którymi jest pocięta cała równina. 
Delta Neretwy stanowi ważny obszar wegetacji flory i fauny. Stwierdzono tu występowanie 310 gatunków ptaków, z czego 115 gniazdujących. Istnieją trzy rezerwaty chroniące ptaki, jeden rezerwat chroniący ptaki i ryby i jeden obszar chronionego krajobrazu, o łącznej powierzchni 1620 ha. Istnieją plany utworzenia parku narodowego. 
Intensywne rolnictwo i wykorzystanie wód Neretwy prowadzi do problemów ze środowiskiem naturalnym: przesuszenia ziem uprawnych wskutek nadmiernej melioracji, nadmiernego zasolenia wskutek napływu wód morskich, nagromadzenia odpadów i letnich pożarów. 